# Ulička

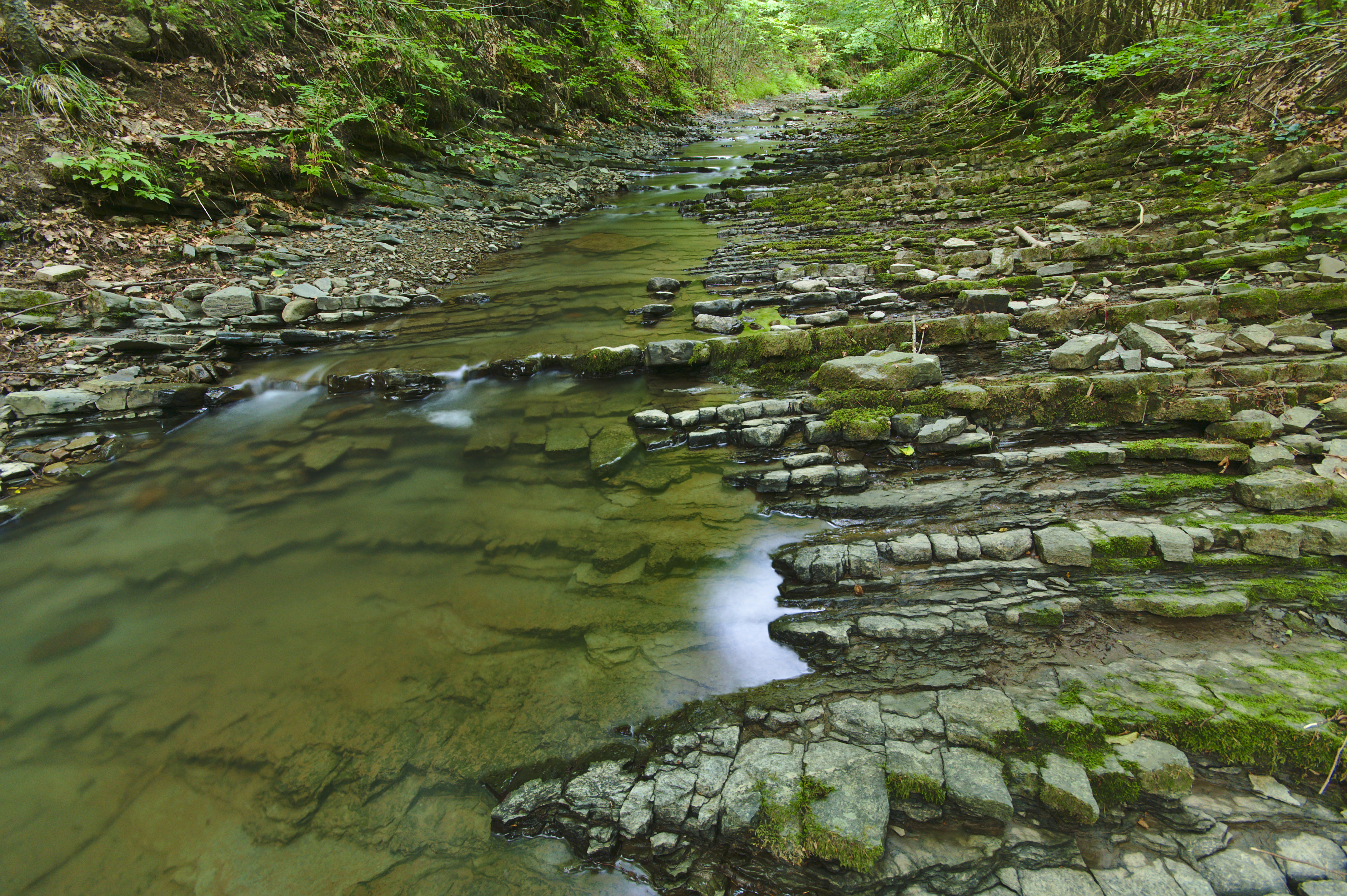

Ulička – rzeka we wschodniej Słowacji i na zachodniej Ukrainie (na Zakarpaciu), prawy dopływ Użu w zlewisku Morza Czarnego. Długość – 28 km (24 km na Słowacji, 4 km na Ukrainie).
Ulička powstaje z połączenia na wysokości 710 m n.p.m. wielu drobnych strumieni spływających z zachodnich stoków pasma górskiego Veľký Bukovec w słowackich Bieszczadach (Bukovské vrchy). Z początku płynie na zachód do małej erozyjnej Kotliny Runińskiej z wsią Runina, potem zatacza łuk na południe, ostatecznie przybiera kierunek południowo-wschodni. Tuż na wschód od wsi Ulič przybiera swój największy dopływ – Zbojský potok i zaraz potem przecina granicę słowacko-ukraińską. Uchodzi do Użu koło wsi Zabrid'.